# Inge Paul
Inge Paul (* 19. September 1946 in Hamburg) ist eine ehemalige deutsche Eiskunstläuferin und zweifache deutsche Meisterin. Sie repräsentierte den SC Rießersee aus Garmisch-Partenkirchen.

## Werdegang
Geboren in Hamburg zog es Paul gemeinsam mit ihren Eltern 1959 nach Garmisch-Partenkirchen, wo sie beim SC Rießersee trainierte. Sie gewann bei den Deutschen Meisterschaften 1962 ihren ersten nationalen Titel. Im gleichen Jahr startete sie bei den Eiskunstlauf-Europameisterschaften 1962 in Genf und erreichte dort den 18. Platz. Ein Jahr später bei den Eiskunstlauf-Weltmeisterschaften 1963 in Cortina d’Ampezzo belegte sie einen guten siebenten Rang. Im gleichen Jahr wurde sie Zweite bei den Deutschen Meisterschaften.
Bei den Olympischen Winterspielen 1964 in Innsbruck konnte Paul im Einzellauf den 14. Platz erreichen. Im gleichen Jahr gewann sie ihren zweiten Deutschen Meistertitel. Bei den Eiskunstlauf-Weltmeisterschaften 1964 wurde sie wie schon bei Olympia 14. im Einzellauf der Damen.

## Erfolge
- Bayerische Meisterin (3×)
- Vizeweltmeisterin der Profis in London / Wembley
- Ice Capades USA, Profi-Solistin
- Wiener Eisrevue, Profi-Solistin